# Campionati mondiali di bob 1979
I Campionati mondiali di bob 1979, trentaquattresima edizione della manifestazione organizzata dalla Federazione Internazionale di Bob e Skeleton, si sono disputati dal 16 al 25 febbraio 1979 a Schönau am Königssee, nell'allora Germania Ovest, sulla pista omonima. La località bavarese ha ospitato quindi le competizioni iridate per la prima volta nel bob a due e nel bob a quattro uomini.
L'edizione ha visto prevalere la Germania Ovest che si aggiudicò una medaglia d'oro, una d'argento e una di bronzo sulle sei disponibili in totale, sopravanzando di misura la Svizzera con un oro e un bronzo e lasciando alla Germania Est un argento. I titoli sono stati infatti conquistati nel bob a due uomini dagli svizzeri  Erich Schärer e Josef Benz e nel bob a quattro dai tedeschi occidentali Stefan Gaisreiter, Dieter Gebard, Hans Wagner e Heinz Busche.

## Risultati

### Bob a due uomini
La gara si è disputata il 16 e il 18 febbraio 1979 nell'arco di quattro manches. Campioni mondiali in carica erano gli svizzeri Erich Schärer e Josef Benz, riconfermatisi campioni anche in questa edizione, davanti ai tedeschi occidentali Stefan Gaisreiter, Manfred Schumann e Fritz Ohlwärter, con Gaisreiter e Schumann alla loro seconda medaglia iridata di specialità dopo il bronzo vinto a Sankt Moritz 1977 e Ohlwärter (che in questa occasione sostituì Schumann nell'ultima discesa) al suo terzo argento dopo quelli conquistati con Georg Heibl a Sankt Moritz 1974 e a Cervinia 1975; al terzo posto si è infine piazzata l'altra coppia tedesca occidentale formata da Toni Mangold e Stefan Späte, entrambi per la prima volta su un podio mondiale nel bob a due.
| Pos. | Atleti                                             | Nazione        | Tempo   | Distacco |
| ---- | -------------------------------------------------- | -------------- | ------- | -------- |
|      | Erich Schärer Josef Benz                           | Svizzera       | 3:29.08 |          |
|      | Stefan Gaisreiter Manfred Schumann/Fritz Ohlwärter | Germania Ovest | 3:30.09 | +1.01    |
|      | Toni Mangold Stefan Späte                          | Germania Ovest | 3:30.23 | +1.16    |
| 4    | Meinhard Nehmer Bogdan Musiol                      | Germania Est   | 3:30.37 | +1.29    |
| 5    | Walter Delle Karth Kurt Oberhöller                 | Austria        | 3:30.38 | +1.30    |
| 6    | Bernhard Germeshausen Hans-Jürgen Gerhardt         | Germania Est   | 3:30.78 | +1.70    |

### Bob a quattro
La gara si è disputata il 24 e il 25 febbraio 1979 nell'arco di quattro manches. Campione mondiale in carica era il quartetto tedesco orientale composto da Horst Schönau, Horst Bernhardt, Harald Seifert e Bogdan Musiol, non presenti tra i primi sei in questa edizione, e il titolo è stato pertanto vinto dall'equipaggio tedesco occidentale formato da Stefan Gaisreiter, Dieter Gebard, Hans Wagner e Heinz Busche, con Gaisreiter al suo secondo alloro iridato dopo quello conquistato dieci anni prima da frenatore a Lake Placid 1969 e detentore di ulteriori due argenti colti a Cervinia 1971 e a Lake Placid 1973; al secondo posto, distanziata di un solo centesimo di secondo, si è classificata la formazione tedesca orientale costituita da Meinhard Nehmer, Detlef Richter, Bernhard Germeshausen e Hans-Jürgen Gerhardt, con Nehmer, Germeshausen e Gerhardt già campioni mondiali a Sankt Moritz 1977 e bronzo nella precedente edizione del 1978, davanti alla compagine svizzera composta da Erich Schärer, Ulrich Bächli, Hansjörg Trachsel e Josef Benz, con Schärer alla sua sesta medaglia mondiale nel bob a quattro, di cui tre d'oro vinte nel 1971, nel 1973 e nel 1975 e due d'argento colte nel 1977 e nel 1978, mentre Benz fu anch'egli oro nel 1975 e, con anche Bächli nel medesimo equipaggio, due volte argento nel 1977 e 1978
| Pos. | Atleti                                                                    | Nazione           | Tempo   | Distacco |
| ---- | ------------------------------------------------------------------------- | ----------------- | ------- | -------- |
|      | Stefan Gaisreiter Dieter Gebard Hans Wagner Heinz Busche                  | Germania Ovest I  | 3:23.63 |          |
|      | Meinhard Nehmer Detlef Richter Bernhard Germeshausen Hans-Jürgen Gerhardt | Germania Est I    | 3:23.64 | +0.01    |
|      | Erich Schärer Ulrich Bächli Hansjörg Trachsel Josef Benz                  | Svizzera I        | 3:23.82 | +0.19    |
| 4    | Bernhard Lehmann Roland Ebersbach Matthias Trübner Eberhard Weise         | Germania Est II   | 3:24.00 | +0.37    |
| 5    | Georg Großmann Hans Metzler Hans-Jürgen Hartmann Alex Wernsdorfer         | Germania Ovest II | 3:24.27 | +0.64    |
| 6    | Walter Delle Karth Hans Eichinger Gerd Zaunschirm Kurt Oberhöller         | Austria I         | 3:25.74 | +2.11    |

## Medagliere
| Posizione | Nazione        | Oro | Argento | Bronzo | Totale |
| --------- | -------------- | --- | ------- | ------ | ------ |
| 1         | Germania Ovest | 1   | 1       | 1      | 3      |
| 2         | Svizzera       | 1   | 0       | 1      | 2      |
| 3         | Germania Est   | 0   | 1       | 0      | 1      |
| Totale    | Totale         | 2   | 2       | 2      | 6      |